# Peter Hambleton
Peter Hambleton (nascido em 1980) é um ator e diretor de teatro neozelandês. Ele interpretou o anão Glóin na série de filmes The Hobbit.